# 후니 (프로게이머)
후니(본명: 허승훈, 1997년 12월 25일 ~ )는 대한민국의 전직 리그 오브 레전드 프로게이머 출신 게임 해설자이다. 아이디는 Huni이다. 현역 시절 포지션은 탑 라이너였다. 

## 선수 생활
2015년 1월 8일, 프나틱에 입단하면서 프로 커리어를 시작했다. 스프링 시즌 팀의 주전 탑 라이너로 활동하면서 팀의 우승에 기여했다. 스프링 시즌 종료 이후 EU LCS의 Outstanding Rookie로 선정되었다. 서머 시즌에서는 집중 견제를 받으면서 어려움을 겪었으나 팀의 우승에 기여하였다. 서머 시즌 종료 후 올프로 퍼스트팀에 선정되었다. 롤드컵 2015에서는 초반 어려움을 겪었으나 점차 폼이 올라오면서 팀의 조별리그 통과에 기여했다. 팀은 4강까지 진출하는데 성공했다. 시즌 종료 후 올스타전에 출전했다.
2016시즌을 앞두고 북미리그의 임모탈즈에 입단했다. 스프링 시즌 기복이 있는 모습을 보여주었으나 팀의 포스트시즌 진출에 기여했다. 포스트시즌에서는 좋지 못한 모습을 보여주었다. 서머 시즌에서는 좋은 모습을 보여주었지만 포스트시즌에는 또다시 좋지 않은 모습을 보여주었다. 롤드컵 선발전에서는 임팩트에게 밀리며 팀의 탈락의 원인으로 지목받기도 했다.
2017시즌을 앞두고 SK텔레콤 T1에 입단했다. 스프링 시즌에서는 프로핏과의 주전 경쟁에 승리하였으며 팀의 우승에 기여했다. 리그 오브 레전드 미드 시즌 인비테이셔널 2017에서도 팀의 우승에 기여했다. 서머 시즌에서도 주전으로 활동했으나 피넛과의 호흡이 좋지 않다는 문제로 부진에 빠졌다. 시즌 중반 이후에는 운타라가 주전으로 출전하게 되었다. 리프트 라이벌즈 2017에서는 주전으로 출전하면서 LCK의 준우승에 기여했다. 리그 오브 레전드 월드 챔피언십 2017에서는 팀의 주전 탑으로 낙점받으면서 출전했다. 롤드컵 기간동안 좋은 모습을 보이면서 팀의 결승 진출에 기여했다. 하지만 팀은 결승전에서 패배하며 준우승을 거두었다.
2018시즌을 앞두고 에코 폭스에 입단했다. 스프링 시즌 좋은 모습을 보이면서 팀의 포스트시즌 진출에 기여했다. 스프링 시즌 종료 후 퍼스트팀에 선정되었다. 서머 시즌에서도 좋은 모습을 보여주었으나, 갈수록 폼이 떨어지는 모습을 보여주었다. 리프트 라이벌즈 2018에서는 좋지 못한 모습을 보여주었다.
2019시즌을 앞두고 클러치 게이밍에 입단했다. 스프링 시즌에서는 부진에 빠지며 좋지 못한 모습을 보여주었다. 서머 시즌에서는 초반 좋지 못한 모습을 보여주었지만 시즌이 흐를 수록 폼이 오르는 모습을 보여주었다. 롤드컵 2019에서는 팀이 전체적으로 좋지 못한 모습을 보여주면서 조별리그에서 광탈했다.
2020 스프링 시즌에서는 초반 괜찮은 모습을 보여주었지만 이후로 좋지 못한 모습을 보여주었다.
2020 서머 시즌을 앞두고 이블 지니어스에 입단했다. 서머 시즌에서는 무난한 모습을 보여주면서 팀의 포스트시즌 진출에 기여했다.
2021시즌을 앞두고 팀 솔로미드에 입단했다. 스프링 좋은 모습을 보여주었다. 스프링 시즌 종료 이후 올프로 서드팀에 선정되었다. 서머 시즌에서도 좋은 모습을 보여주면서 팀의 포스트시즌 진출에 기여했다. 서머 시즌 종료 후 올프로 서드팀에 선정되었다. 하지만 포스트시즌에서는 좋지 못한 모습을 보여주면서 팀의 탈락에 일조했다.

## 은퇴 이후
선수 은퇴 이후 TSM의 코치로 합류했다. 하지만 2주만에 팀이 모든 대회에서 탈락했고 코치직에서 물러났다.
2023년 스프링 시즌부터 LCK의 해설진에 합류했다. 2024시즌을 앞두고는 LCK 글로벌 분석데스크로 자리를 옮겼다.

## 소속팀
| # | 팀명          | 소속 기간             | 소속 리그 | 비고 |
| - | ------------- | --------------------- | --------- | ---- |
| 1 | 프나틱        | 2015.01.08~2015.11.15 | LEC       |      |
| 2 | 임모탈즈      | 2015.12.09~2016.12.02 | LCS       |      |
| 3 | SK텔레콤 T1   | 2016.12.02~2017.11.24 | LCK       |      |
| 4 | 에코 폭스     | 2017.12.08~2018.11.27 | LCS       |      |
| 5 | 클러치 게이밍 | 2018.11.27~2020.04.27 | LCS       |      |
| 6 | 이블 지니어스 | 2020.05.29~2020.11.30 | LCS       |      |
| 7 | 팀 솔로미드   | 2020.11.30~2022.07.21 | LCS       |      |

## 수상 내역
- 리그 오브 레전드 유러피언 챔피언십 스프링 2015 우승
- 리그 오브 레전드 유러피언 챔피언십 스프링 2015 Outstanding Rookie 수상
- 리그 오브 레전드 미드 시즌 인비테이셔널 2015 4강
- 리그 오브 레전드 유러피언 챔피언십 서머 2015 우승
- 리그 오브 레전드 월드 챔피언십 2015 4강
- 리그 오브 레전드 챔피언스 코리아 스프링 2017 우승
- 리그 오브 레전드 미드 시즌 인비테이셔널 2017 우승
- 리프트 라이벌즈 2017 준우승
- 리그 오브 레전드 챔피언스 코리아 서머 2017 준우승
- 리그 오브 레전드 월드 챔피언십 2017 준우승
- 리프트 라이벌즈 2018 준우승
- e스포츠 명예의 전당 히어로즈